# Jeroen Annokkeé
Jeroen Annokkeé (1973) és un director de cinema i director de televisió dels Països Baixos.

## Biografia
Jeroen Annokkeé, que va estudiar a l'Acadèmia de Cinema Neerlandesa, va completar els seus estudis l'any 2000 amb la pel·lícula "Tinus en Henkie". Després va treballar com a director per a anuncis publicitaris de televisió i televisió de comèdia per a empreses com Czar, Motel Films i IJswater. Ha guanyat diversos premis per els seus anuncis, com ara "Gouden Loekie 2005" i "Gouden Loekie 2010".
Des del 2015, Jeroen Annokkeé treballa amb productor Robbert Aschermann sota el nom Annomann. Abans, havien treballat junts durant més de deu anys com a directors. i duet de producció i van guanyar diversos premis internacionals junts.

## Filmografia

### Cinema
- 2000 - Tinus en Henkie
- 2002 - Roadkill[6]
- 2010 - Suiker (amb el guionista Dennis van de Ven)[7]

### Televisió
- 2006 - Nieuw Dier
- 2014 - Eddy & Coby[8]
- 2019 - 2021 - Draadstaal (First Dates)

## Premis
- 2011 - Prix du Rire Fernand Raynaud, Festival del Curtmetratge de Clermont-Ferrand[9]
- 2011 - Premi Méliès d'Or al millor curtmetratge, XLIV Festival Internacional de Cinema Fantàstic de Catalunya.[10]